# I. Armeekorps (Wehrmacht)
Das I. Armeekorps der deutschen Wehrmacht, im vollen Titel Generalkommando I. Armeekorps, war die Bezeichnung für die entsprechende Kommandobehörde, aber auch für den Großverband aus mehreren Divisionen und eigenen Korpstruppen, der von diesem Generalkommando geführt wurde und unter dem Oberbefehl einer Armee oder Heeresgruppe stand.

## Geschichte

### Aufstellung
Das I. Armeekorps wurde im Oktober 1934 im Wehrkreis I aus der 1. Division der Reichswehr in Königsberg aufgestellt. Kommandierender General war seit dem 1. August 1939 der Generalleutnant und spätere General der Artillerie Walter Petzel.

### 1939
Während des Angriffskrieg gegen Polen im September 1939 unterstand das I. Korps der 3. Armee unter General der Artillerie Georg von Küchler, welche der Heeresgruppe Nord unter Generaloberst Fedor von Bock angehörte. Das von Neidenburg (Nidzica) vorgehende I. Armeekorps stieß mit der 11. Infanterie-Division und der Panzer-Division Kempf bereits fünf Kilometer nach Überschreiten der Grenze nördlich von Mielau (Mława) auf eine ausgebaute Feldstellung, in der die polnische 20. Infanteriedivision erfolgreich Widerstand leistete. Nordostwärts davon wurden auch Teile der polnischen 8. Infanteriedivision erkannt. Am 4. September wurde Mława genommen und die polnische Armee „Modlin“ musste sich auf den Narew zurückziehen, während das I. Armeekorps in zwei Tagen auf Ciechanów und auf Pułtusk nachsetzte. Am 6. September erreichte die Masse des I. Armeekorps den Narew bei Pułtusk, wo in den Abendstunden das Gefecht um den Flussübergang begann. Am darauf folgenden Tag konnte das Korps mit der 11. Infanterie-Division und der aus der Armee-Reserve herangeführten 61. Infanterie-Division einen engen Brückenkopf auf der anderen Seite des Narew bilden. Am 8. drangen beide Divisionen in die Gegend nordwestlich Wyszków vor, wobei sie auf polnischen Widerstand stießen. Trotz anhaltender Kämpfe konnte am 9. bereits ein kleiner Brückenkopf über den Bug gebildet werden. Das I. Korps führte im restlichen Feldzug noch Kämpfe bei Kaluszyn und vor Praga.

### 1940
Am 10. Mai 1940 erfolgte während des Westfeldzuges der Vormarsch durch Holland nach Nordfrankreich, das I. Korps stand dabei als 2. Staffel mit der 1. und 11. Infanterie-Division im Verband der 6. Armee (Reichenau) und stieß in den Raum Douai vor. In der zweiten Feldzugsphase im Juni 1940 wurde das Korps der 4. Armee (Generaloberst Günther von Kluge) unterstellt. Es folgten Durchbruchskämpfe an der Somme und die Verfolgung der Franzosen über die Seine bis an die Loire. Nach Sicherungsdiensten bei der 7. Armee an der Atlantikküste wurde das Korps im September 1940 in die Heimat nach Ostpreußen zurücktransportiert.

### 1941
Am 22. Juni 1941 beteiligte sich das I. Korps unter Führung des General der Infanterie Kuno von Both als Teil der 18. Armee am Angriff auf die Sowjetunion.
Die dem Korps unterstellte 1., 11. und 21. Infanterie-Division gingen bei Tilsit über die Memel. Der Vormarsch erfolgte über Tauroggen und Kelmė auf Schaulen und weiter über Bauske zur Düna bei Friedrichstadt. Am 13. Juli erfolgte der Übergang n der Welikaja bei Schabanowa. Am 28. Juli wurde das I. Korps der 16. Armee (GFM Busch) unterstellt. Der weitere Vorstoß erfolgte über Porchow und die Mshaga nach Solzy zum Ilmensee, am 30. Juli bildete das Korps am Schelon einen nördlichen Brückenkopf bei Schimsk. Am 14. August wurde Nowgorod von der 11. und 21. Infanterie-Division erreicht und ein östlicher Brückenkopf über den Wolchow gebildet. Bis zum 20. August gelang die Unterbrechung der Eisenbahnlinie zwischen Tschudowo und Wolchow. Im November erfolgt der Vorstoß über den Wolchow nach Gruzino. Nach der Aufgabe Tichwins durch das XXXIX. Armeekorps (mot.) wurde zur Jahreswende der Rückzug zum Wolchow nötig. Am Jahresende waren dem Korps die 11., 21., 254. und die 291. Infanterie-Division unterstellt, linker (nördlicher) Nachbar war das XXVIII. Armeekorps, am südlichen Flügel schloss das XXXIX. Armeekorps an.

### 1942/43
Ab Januar 1942 folgten Abwehrkämpfe am Wolchow zwischen Ilmensee und Gruzino. Gegen die starken Durchbruchsversuche der Wolchow-Front des Generals Merezkow sicherte als linker Nachbar das XXVIII. Armeekorps nach Norden im Brückenkopf Kirischi bis zum Ladoga-See, und rechts das XXXVIII. Armeekorps, das den südlichen Wolchow-Abschnitt zwischen Spasskaja und Nowgorod übernommen hatte. Nach dem Durchbruch der sowjetischen 2. Stoßarmee unter General Wlassow bildete sich westlich Tschudowo der „Wolchowkessel“. Zwischen 22. und 28. Juni 1942 übernahm der neue Kommandierende des I. Korps, General der Kavallerie Philipp Kleffel die Aufgabe, diesen Kessel zusammen mit dem von Süden her operierenden XXXVIII. Armeekorps (General der Infanterie Haenicke) einzuengen und die dortigen Kräfte zu zerschlagen. Nach diesem Erfolg stabilisierte sich die Wolchowfront und hielt bis Anfang 1944. Im Oktober 1943 wurde das Generalkommando des I. Korps vom Wolchow herausgezogen und als Reserve der 16. Armee zur Verfügung gestellt. Im Dezember 1943 kämpfte das Korps im Frontvorsprung im Raum Newel.

### 1944/45
Im Januar 1944 übernahm General der Infanterie Carl Hilpert das I. Korps, das im Februar 1944 vor dem sowjetischen Druck in den Raum Polozk zurückgehen musste. Anfang Juli 1944 kam es infolge des Zusammenbruch der 3. Panzerarmee im Raum Witebsk zu nötigen Rückzugskämpfen des I. Armeekorps. Das Korps ging vor dem Druck der 43. Sowjetarmee am nördlichen Dünaüfer nach Westen zurück und sicherte im Verein mit der Korpsgruppe Kleffel mit der 205., 125. und 132. Infanterie-Division das südöstliche Vorfeld von Dünaburg.
Zwischen 14. und 18. September 1944 folgten zu Beginn der Baltischen Operation Abwehrkämpfe im Raum Riga gegenüber Truppen der 2. Baltischen Front (General Jerjomenko) im südlichen Düna-Brückenkopf bei Ķekava. Während der Offensive nach Memel erfolgte am 10. Oktober der sowjetische Durchbruch zur Ostsee bei Polangen, danach wurde des Korps in Kurland abgeschnitten und kam wieder in Unterstellung der 18. Armee (General der Infanterie Ehrenfried Oskar Boege). Im Oktober 1944 sicherte das Korps mit der 11., 87. und 126. Infanterie-Division den rechten Abschnitt im Kurlandkessel südlich Libau und bei Preekuln. Es kam hier zu fünf großen Abwehrschlachten und am 8. Mai 1945 erfolgte die Kapitulation des I. Korps unter Generalleutnant Christian Usinger mit der 87. und 225. Infanterie-Division vor den Sowjets im Raum südwestlich Durben.

## Unterstellungen
- 3. Armee September 1939
- 6. Armee Dezember 1939
- 4. Armee Januar 1940
- 6. Armee Mai 1940
- 4. Armee Juni 1940
- 7. Armee Juli 1940
- 18. Armee September 1940
- zur Verfügung Oktober 1943
- 16. Armee November 1943
- 18. Armee Oktober 1944

## Führung

### Kommandierende Generale
(Quelle: )
- Generalleutnant/General der Artillerie Walther von Brauchitsch 1. Oktober 1935 – 1. April 1937
- General der Artillerie Georg von Küchler 1. April 1937 – August 1939
- General der Artillerie Walter Petzel August 1939 – 26. Oktober 1939
- General der Infanterie Kuno-Hans von Both 26. Oktober 1939 – 1. April 1943
- General der Infanterie Otto Wöhler 1. April 1943 – 15. August 1943
- General der Infanterie Martin Grase 15. August 1943 – 10. November 1943
- General der Infanterie Carl Hilpert 10. November 1943 – 1. Februar 1944
- General der Artillerie Walter Hartmann 1. Februar 1944 – 30. März 1944
- General der Infanterie Carl Hilpert 30. März 1944 – 1. September 1944
- General der Infanterie Theodor Busse 1. September 1944 – 19. Januar 1945
- Generalleutnant Mayer 19. Januar 1945 – 21. Februar 1945
- General der Infanterie Friedrich Fangohr 21. Februar 1945 – 25. April 1945
- Generalleutnant Christian Usinger 25. April 1945 – 2. Mai 1945

### Stellvertretender Kommandeur
General der Kavallerie Philipp Kleffel  März 1942 – Juli 1943

### Chefs des Generalstabes (Auswahl)
- Oberst Erich Hoepner von der Aufstellung bis Oktober 1935
- Oberst/Generalmajor Karl-Adolf Hollidt 1935 bis November 1938
- Oberst Herbert von Böckmann 3. November 1938 bis 22. August 1939
- Generalmajor Walter Weiß 1. September 1939
- Generalmajor Gerhard Körner 1. November 1939 bis 16. Mai 1940
- Oberst Ernst-Anton von Krosigk Dezember 1941 bis Juni 1943

## Zeitweise unterstellte Einheiten, Truppenteile und Verbände (nicht vollständig)

### Direkt unterstellte Korpseinheiten
- Artilleriekommandeur 2
- Artilleriekommandeur 104
- Artilleriekommandeur 123
- Artilleriekommandeur 130
- Artilleriekommandeur 401

- Korps-Nachrichten-Abteilung 41
- Korps-Nachschubtruppe 401
- Korps-Nachschubtruppe 421

- Korps-Kartenstelle 401
- Korps-Kartenstelle 421

- Feldgendarmerietrupp 401
- Feldgendarmerietrupp 421

### Direkt unterstellte taktisch selbstständige Verbände
| - 1. Infanterie-Division - 11. Infanterie-Division - 20. Infanterie-Division - 21. Infanterie-Division - 23. Infanterie-Division - 24. Infanterie-Division - 32. Infanterie-Division - 58. Infanterie-Division - 61. Infanterie-Division - 69. Infanterie-Division - 87. Infanterie-Division - 96. Infanterie-Division - 121. Infanterie-Division - 122. Infanterie-Division | - 126. Infanterie-Division - 205. Infanterie-Division - 215. Infanterie-Division - 218. Infanterie-Division - 223. Infanterie-Division - 227. Infanterie-Division - 254. Infanterie-Division - 263. Infanterie-Division - 296. Infanterie-Division - 281. Infanterie-Division - 290. Infanterie-Division - 291. Infanterie-Division - 389. Infanterie-Division | - 18. Infanterie-Division (mot.) - 28. Jäger-Division - 7. Flieger-Division - 13. Luftwaffen-Felddivision - 1. Kavallerie-Brigade - Panzer-Division Kempf - Grenzschutz-Abschnitt-Kommando 15 - 281. Sicherungs-Division |